# Oldřich Nejedlý
Oldřich Nejedlý (Žebrák, 26 december 1909 — Rakovník, 11 juni 1990) was een Tsjechisch voetballer die vooral bekend werd als topscorer van het WK 1934. Hij speelde 10 jaar voor Sparta Praag.

## Carrière
| Periode     | Club         | Wedstrijden | Goals |
| ----------- | ------------ | ----------- | ----- |
| 1931 - 1941 | Sparta Praag | 187         | 162   |
| 1942 - 1946 | SK Rakovník  | 38          | 18    |

## Prijzen

### Team
- Fotbalová liga Československa winnaar: 4x (1932, 1936, 1938 en 1939)
- Mitropa Cup 1x (1935)

### Individueel
- Topscorer WK 1934
- Bronze Ball (Op 2 na beste speler tijdens het WK 1934)
- Uitverkiezing in elftal van het toernooi (WK 1934)

### Land
- WK 1934